# 오시노즈촌
오시노즈촌(大篠津村)은 일본 돗토리현 사이하쿠군에 있던 촌이다. 현재의 요나고시 오시노즈정에 해당한다.